# Kantemirowka
Kantemirowka (russisch Кантеми́ровка) ist eine Siedlung städtischen Typs in der Oblast Woronesch (Russland) mit 11.943 Einwohnern (Stand 14. Oktober 2010).

## Geographie
Die Siedlung liegt 220 km südlich des Oblastverwaltungszentrums Woronesch gut 10 km von der Staatsgrenze zur Ukraine entfernt. Sie befindet sich am gleichnamigen Flüsschen, das wenige Kilometer nördlich in den Oberlauf des rechten Don-Nebenflusses Bogutscharka mündet.
Kantemirowka ist Verwaltungszentrum des Rajons Kantemirowski sowie Sitz der Stadtgemeinde (gorodskoje posselenije) Possjolok Kantemirowka, zu der außerdem die Siedlung bei der Bahnstation Gartmaschewka und der Weiler (chutor) Dalni Rossochowaty gehören (beide etwa 12 km südöstlich).

## Geschichte
Der Ort wurde 1742 als Sloboda gegründet, der nach den Besitzern der umliegenden Ländereien Dimitrie Cantemir (russisch Dmitri Kantemir) und dessen Sohn Konstantin zunächst Konstantinowka-Kantemirowka genannt wurde. Später wurde die Bezeichnung verkürzt.
1928 wurde Kantemirowka Verwaltungssitz eines Rajons.
Im Zweiten Weltkrieg war Kantemirowka vom 10. Juni bis 19. Dezember 1942 von der deutschen Wehrmacht besetzt. Während der Rückeroberung durch die Rote Armee kam es zu erbitterten Kämpfen; in Folge wurden eine Straße und eine Brücke in Sankt Petersburg sowie eine Panzerdivision der Roten Armee nach dem Ort benannt, nach letzterer wiederum eine Straße in Moskau sowie eine Station der Samoskworezkaja-Linie der Metro Moskau.
Seit 1973 besitzt Kantemirowka den Status einer Siedlung städtischen Typs.

### Bevölkerungsentwicklung
| Jahr | Einwohner |
| ---- | --------- |
| 1774 | 2.385     |
| 1939 | 9.471     |
| 1959 | 8.396     |
| 1970 | 11.621    |
| 1979 | 12.262    |
| 1989 | 13.465    |
| 2002 | 12.949    |
| 2010 | 11.943    |

Anmerkung: ab 1959 Volkszählungsdaten

## Verkehr
Kantemirowka liegt bei Kilometer 850 der auf diesem Abschnitt 1871 eröffneten und seit 1963 elektrifizierten Bahnstrecke Moskau – Woronesch – Rostow am Don.
Westlich an der Siedlung führt die Regionalstraße 20K-W38-0 vorbei, die Woronesch mit der Grenze zur Ukraine verbindet (früher R194, in der Ukraine weiter in Richtung Luhansk). In nordöstlicher Richtung führt die 20K-W11-0 ins knapp 60 km entfernte Bogutschar an der föderalen Fernstraße M4 Don von Moskau über Rostow am Don nach Noworossijsk.

## Persönlichkeiten
- Jewhen Pluschnyk (1898–1936), Schriftsteller
- Alexander Jefimow (1923–2012), Marschall der Flieger